# Doudas Leydi Camara
Doudas Leydi Camara (Dakar, África Occidental Francesa, 23 de julio de 1947-Dakar, Senegal, 18 de julio de 2024) fue un baloncestista senegalés que jugó en la posición de base.

## Carrera
Jugó con Senegal en dos ediciones de los Juegos Olímpicos, la primera de ellas en México 1968 donde perdieron casi todos los partidos excepto el partido por el 15.º lugar donde vencieron a Marruecos.
Su segunda aparición fue en Munich 1972, en la cual volvieron a repetir el mismo resultado con la diferencia de que no jugaron el partido por el 15.º lugar por el retiro de Egipto tras la masacre de Múnich.
A nivel internacional ganó el Campeonato FIBA África de 1968 en Marruecos y en 1972 en Senegal.